# Neli Botewa
Neli Botewa, geb. Nedjalkowa (bulgarisch Нели Ботева/Недялкова, englisch Neli Boteva/Nedyalkova; * 9. Mai 1974 in Sofia) ist eine bulgarische Badmintonspielerin.

## Karriere
Neli Nedjalkowa nahm 1992, 1996, 2000 und 2004 an Olympia teil. Sie startete dabei insgesamt acht Mal, kam aber nie über einen 17. Platz hinaus. In ihrer Heimat Bulgarien gewann sie von 1992 bis 2004 neun nationale Titel. International war sie unter anderem in Zypern, Griechenland, Rumänien, Tschechien, Finnland sowie bei den Bitburger Open und den Balkanmeisterschaften erfolgreich.

## Sportliche Erfolge
| Saison    | Veranstaltung                                 | Disziplin   | Platz | Name                                  |
| --------- | --------------------------------------------- | ----------- | ----- | ------------------------------------- |
| 1989      | Bulgarien: Einzelmeisterschaften der Junioren | Damendoppel | 1     | Neli Nedjalkowa / Emilia Dimitrova    |
| 1990      | Bulgarien: Einzelmeisterschaften der Junioren | Dameneinzel | 1     | Neli Nedjalkowa                       |
| 1990      | Bulgarien: Einzelmeisterschaften der Junioren | Damendoppel | 1     | Neli Nedjalkowa / Raina Tzvetkova     |
| 1991      | Bulgarien: Einzelmeisterschaften der Junioren | Dameneinzel | 1     | Neli Nedjalkowa                       |
| 1991      | Bulgarien: Einzelmeisterschaften der Junioren | Mixed       | 1     | Yordan Manuilov / Neli Nedjalkowa     |
| 1991      | Cyprus International                          | Dameneinzel | 1     | Neli Nedjalkowa                       |
| 1991      | Cyprus International                          | Damendoppel | 1     | Irina Dimitrova / Neli Nedjalkowa     |
| 1991      | Bulgarien: Einzelmeisterschaften der Junioren | Damendoppel | 1     | Neli Nedjalkowa / Bogdanka Bontschewa |
| 1992      | Bulgarian International                       | Damendoppel | 1     | Neli Nedjalkowa / Renni Assenova      |
| 1992      | Bulgarien: Einzelmeisterschaften der Junioren | Mixed       | 1     | Yordan Manuilov / Neli Nedjalkowa     |
| 1992      | Bulgarien: Einzelmeisterschaften der Junioren | Damendoppel | 1     | Neli Nedjalkowa / B. Nikolaewa        |
| 1992      | Olympia                                       | Dameneinzel | 33    | Neli Nedjalkowa                       |
| 1993      | Bulgarien: Einzelmeisterschaften              | Damendoppel | 1     | Victoria Hristova / Neli Nedjalkowa   |
| 1995      | Bulgarian International                       | Damendoppel | 1     | Diana Kolewa / Neli Nedjalkowa        |
| 1995      | Bulgarien: Einzelmeisterschaften              | Dameneinzel | 1     | Neli Nedjalkowa                       |
| 1996      | Olympia                                       | Dameneinzel | 33    | Neli Nedjalkowa                       |
| 1996      | Bulgarien: Einzelmeisterschaften              | Damendoppel | 1     | Wiktorija Christowa / Neli Nedjalkowa |
| 1999      | Balkan Championships                          | Dameneinzel | 1     | Neli Nedjalkowa                       |
| 1999      | Bulgarien: Einzelmeisterschaften              | Dameneinzel | 1     | Neli Nedjalkowa                       |
| 1999      | Romanian International                        | Damendoppel | 1     | Diana Koleva / Neli Nedjalkowa        |
| 1999      | Balkan Championships                          | Damendoppel | 1     | Neli Nedjalkowa / Dobrinka Smilianowa |
| 1999      | Bulgarian International                       | Damendoppel | 1     | Diana Kolewa / Neli Nedjalkowa        |
| 2000      | Balkan Championships                          | Dameneinzel | 1     | Neli Botewa                           |
| 2000      | Olympia                                       | Dameneinzel | 17    | Neli Botewa                           |
| 2000      | Bulgarien: Einzelmeisterschaften              | Damendoppel | 1     | Petya Nedelcheva / Neli Boteva        |
| 2000      | Balkan Championships                          | Damendoppel | 1     | Neli Boteva / Petja Nedeltschewa      |
| 2001      | Bitburger Open                                | Damendoppel | 1     | Neli Boteva / Olena Nosdran           |
| 2002      | Greece International                          | Damendoppel | 1     | Petja Nedeltschewa / Neli Botewa      |
| 2002      | Bulgarien: Einzelmeisterschaften              | Mixed       | 1     | Boris Kessow / Neli Botewa            |
| 2002      | Bulgarien: Einzelmeisterschaften              | Damendoppel | 1     | Petja Nedeltschewa / Neli Botewa      |
| 2003      | Bulgarien: Einzelmeisterschaften              | Dameneinzel | 1     | Neli Botewa                           |
| 2003      | Iceland International                         | Damendoppel | 1     | Petja Nedeltschewa / Neli Botewa      |
| 2003      | Bulgarian International                       | Damendoppel | 1     | Petja Nedeltschewa / Neli Botewa      |
| 2003      | Czech International                           | Damendoppel | 1     | Petja Nedeltschewa / Neli Botewa      |
| 2003/2004 | EBU Circuit                                   | Damendoppel | 1     | Neli Botewa / Petja Nedeltschewa      |
| 2004      | Finnish International                         | Damendoppel | 1     | Neli Botewa / Petja Nedeltschewa      |
| 2004      | Dutch International                           | Damendoppel | 1     | Petja Nedeltschewa / Neli Botewa      |
| 2004      | Austrian International                        | Damendoppel | 1     | Petja Nedeltschewa / Neli Botewa      |
| 2004      | Bulgarien: Einzelmeisterschaften              | Damendoppel | 1     | Petja Nedeltschewa / Neli Botewa      |